# Cácio & Marcos
Cácio & Marcos é uma dupla brasileira de sertanejo universitário formada pelos amigos Cácio Conssuol Meneguite (Londrina, 31 de janeiro de 1992) e Marcos Alexandre Melo dos Santos (Serra, 6 de maio de 1991).

## Carreira
A dupla foi formada na cidade de Serra, ES, em 2009. Foi reconhecida pelos sucessos tal como "Tá Tarada", "Tá Doidona", "Sou Delas (Sou Foda)", este último contou com participação do grupo musical de funk carioca Os Avassaladores, uma parceria que levou a dupla a ser uma das primeiras que começaram a formar um novo ritmo chamado "Funknejo", mistura de sertanejo universitário e funk.
Cácio e Marcos moram na cidade de Londrina - PR.

## Participações
- Cacio e Marcos Part. Thiago Brava
- Cacio e Marcos Part. Cleber e Cauan
- Cacio e Marcos Part. Lucca & Mateus

## Discografia
- Tour Sucessagem (2012)
- Top 3 Cácio e Marcos (2013)
- Cácio e Marcos (2014)
- Festa Funkneja (2014)
- Festa Funkneja Ao Vivo (2014)